# Anton Schönhofer
Anton (Antal) Schönhofer  (* 13. Jänner 1850 in Oberstinkenbrunn; † 4. Jänner 1918 in Budapest) war ein österreichischer Orgelbauer.

## Leben
Anton Eremita Schönhofer gründete 1873 eine Werkstätte in Pressburg und war als Orgel- und Klaviermacher tätig. Er baute überwiegend kleinere Orgeln und war auch mit Reparaturen von Orgeln tätig. Seine Söhne Wilhelm (1896–1960), Stefan und Johannes erlernten den Orgelbau im väterlichen Betrieb.
Mit dem Franziskanerpater Felizian Josef Moczik, dem er vorwarf, dass er während des Ersten Weltkrieges (1914–1918) seinen Ruf als Orgelbauer in Misskredit gebracht habe, geriet er so in Streit, dass er diesen tödlich verletzte. Er gestand die Tat und verbrachte nach seiner Verurteilung seine Strafe in einem Budapester Gefängnis, wo er, angeblich psychisch krank, 1918 verstarb.

## Werkliste
| Jahr      | Ort                 | Gebäude                    | Bild | Manuale | Register | Bemerkungen |
| --------- | ------------------- | -------------------------- | ---- | ------- | -------- | --- |
| 1885      | Bratislava-Rusovce  | evangel. Kirche            |      | I/P     | 7        | |
| 1886      | Bratislava-Jarovce  | St. Nikolaus               |      | I/P     | 9        | |
| um 1890   | Bratislava-Altstadt | Loretto-Kirche             |      | I/P     | 10       | |
| 1899      | Pama                | Pfarrkirche                |      | I/P     | 7        | 2002 restauriert durch Wolfgang Bodem                                                                              |
| 1900      | Andau               | Pfarrkirche                |      | I/P     | 10       | 2011 von Wolfgang Bodem restauriert.                                                                               |
| 1900      | Dunajská Streda     | evangel. Kirche            |      | I/P     | 5        | |
| 1901      | Zurndorf            | Katholische Pfarrkirche    |      | I/P     | 8        | [ 6 ] |
| 1903      | Bratislava-Devin    | Pfarrkirche Hl. Kreuz      |      | I/P     | 12       | Reparatur der Orgel von Karl Klöckner aus 1846                                                                     |
| 1908      | Arbesthal           | Pfarrkirche Arbesthal      |      | I/P     | 7        | Anlässlich des 60. Regierungsjubiläums Kaiser Franz Josephs I. wurde sie als „Kaiser-Jubiläums-Orgel“ aufgestellt. |
| 1913      | Nagykapornak        | Pfarrkirche Hl. Erlöser    |      | I/P     | 10       | Umbau 1922 durch Gyula Kemenesi, restauriert 2023 von Soproni Orgonaépítö Kkt.                                     |
| 1914–1915 | Bratislava-Altstadt | Erlöserkirche              |      | III/P   | 48       | nicht erhalten, unter Verwendung alten Pfeifenmaterials; seit 1927 Orgel von Rieger Orgelbau                       |
| 1914      | Bratislava-Altstadt | St. Elisabeth (Bratislava) |      | II/P    | 16       | |